# Arleen Sorkin
Arleen Sorkin (Washington, 14 de octubre de 1955-24 de agosto de 2023) fue una actriz estadounidense. Sorkin fue conocida por su papel secundario de Calliope Jones en la teleserie de NBC Days of Our Lives y por interpretar la voz del personaje Harley Quinn en Batman: La Serie Animada y en la mayoría de las series animadas sucesivas (a partir de 1992), así como en los videojuegos Batman: Arkham Asylum.
El guionista Paul Dini (amigo de la actriz) creó al personaje Harley Quinn basándose en la voz y personalidad de la actriz, sobre todo tras ver un episodio de la serie Days of Our Lives en donde el personaje Calliope Jones aparecía en una secuencia de sueño caracterizada de chica bufón.
Sorkin fue nominada y premiada en varias ocasiones por su papel en la teleserie Days of Our Life entre 1985 y 1989. Además se destaca que trabajó entre 1990 y 1991 realizando algunos guiones para la serie animada Tiny Toons.
Falleció el 24 de agosto de 2023, a los 67 años debido a una esclerosis múltiple.